# Irina Tcherniaïeva
Irina Tcherniaïeva (en russe : Ирина Черняева ; née le 29 octobre 1955 à Moscou en RSFS de Russie), est une patineuse artistique soviétique, patinant en couple avec Vassili Blagov. Elle a été championne d'URSS en 1972.

## Biographie

### Reconversion
Irina Tcherniaïeva est entraîneuse à l’ASG (Anglet Sport de Glace) à Anglet en France.

### Famille
Irina Tcherniaïeva est l'épouse du joueur de hockey sur glace Viatcheslav Anissine. Elle est la mère du joueur de hockey sur glace Mikhaïl Anissine et de la patineuse artistique Marina Anissina.

## Palmarès
| Compétition/Saison              | 1972 | 1973 |
| Jeux olympiques d'hiver         | 6e   |      |
| Championnats du monde           | 6e   | 7e   |
| Championnats d'Europe           | 6e   | 5e   |
| Championnats d'Union soviétique | 1re  | 2e   |